# Dichaetophora mosana
Dichaetophora mosana är en tvåvingeart som först beskrevs av Bock 1984.  Dichaetophora mosana ingår i släktet Dichaetophora och familjen daggflugor. Inga underarter finns listade i Catalogue of Life.